# Rattosjärvi
Rattosjärvi är en sjö i kommunen Pello i landskapet Lappland i Finland. Sjön ligger 118,1 meter över havet. Den är 7 meter djup. Arean är 4,05 kvadratkilometer och strandlinjen är 20,6 kilometer lång. Sjön  ingår i Torne älvs huvudavrinningsområde.   Den ligger omkring 51 kilometer nordväst om Rovaniemi och omkring 740 kilometer norr om Helsingfors.